# 山の手温泉
山の手温泉（やまのておんせん）は、秋田県大仙市にある温泉。

## 泉質
- ナトリウム-塩化物・炭酸水素塩泉
  - 泉温　54℃

## 温泉地
大仙市街地から少し離れた森林地帯に位置する一軒宿「フォレストリゾート　山の手ホテル」の敷地内で湧出している温泉。
日帰り入浴可能。ホテルの売りは地元食材を使用した和洋折衷のフランス料理である。近くには大曲ファミリースキー場がある。

## アクセス
- JR東北新幹線・奥羽本線大曲駅より車で15分。

- 秋田自動車道大曲ICより車で5分。